# Coccopigya crinita
Coccopigya crinita is een slakkensoort uit de familie van de Cocculinidae. De wetenschappelijke naam van de soort is voor het eerst geldig gepubliceerd in 1986 door B.A. Marshall.